# Старая Тойда
Старая Тойда — село в Аннинском районе Воронежской области России.Административный центр Старотойденского сельского поселения.

## География
Расположено на реке Тойда, ближайшее село: Старая Чигла.

## Население
| 1859 | 1897  | 2000 | 2005 | 2010 |
| ---- | ----- | ---- | ---- | ---- |
| 3314 | ↗4215 | ↘914 | ↘802 | ↘679 |

## История
Первые поселенцы упоминаются в конце 1697—1698 годов.
В 1699 году село было уничтожено по приказу Петра I, так как было основано незаконно. На их место в 1701 году были переселены дворцовые крестьяне из Ярославского уезда. Село тогда называлась Тойденским. В 1721 году упоминается Никольская церковь. По сведениям 1782 года в селе проживало 109 душ однодворцев и 360 ревизских душ дворцовых крестьян. К 1856 году в селе было 255 дворов и 3314 жителей. Небольшой завод (винокуренный), упоминается в 1865 году. Первая школа была открыта в 1888 году.
Пик населения зафиксирован в 1929 году: 5970 человек и 960 дворов, 40 мелких кустарных предприятий.
В 1953 году открылась средняя школа, новое здание построено в 1975 году. С 1968 года (население 2121 человек) наблюдается тенденция снижения численности населения, к 2009 году до 707 человек. По местным приданиям название Тойда от имени Тойдула, дочери одного татарского военачальника.

## Улицы
| - ул. 1 Мая, - ул. Аннинская, - ул. Верхняя Подлесная, - ул. Грушовая, - ул. Западная, - ул. Колхозная, - ул. Кооперативная, - ул. Корольковой, | - ул. Луговая, - ул. Нижняя Подлесная, - ул. Октябрьская, - ул. Свобода, - ул. Сенная, - ул. Спортивная, - ул. Школьная. |

## Образование
- МОУ Старотойденская ООШ[6].

## Галерея
- Виды Старой Тойды
- Старая Тойда,
ул. Луговая
- Вид на дом Корольковой А.Н.,
ул. Луговая (1971 год)